# Sportovní gymnastika na Letních olympijských hrách 1976
Sportovní gymnastika na Letních olympijských hrách 1976.

## Medailisté

### Muži
| Soutěž                | Zlato | Stříbro | Bronz |
| --------------------- | --- | --- | --- |
| Víceboj – družstva    | Japonsko (JPN) · Šun Fudžimoto · Hisato Igaraši · Hiroši Kadžijama · Sawao Kató · Eizó Kenmocu · Micuo Cukahara | Sovětský svaz (URS) · Nikolaj Andrianov · Alexandr Diťatin · Gennadij Krysin · Vladimir Marčenko · Vladimir Markelov · Vladimir Tichonov | Německá demokratická republika (GDR) · Roland Brückner · Rainer Hanschke · Bernd Jäger · Wolfgang Klotz · Lutz Mack · Michael Nikolay |
| Víceboj – jednotlivci | Nikolaj Andrianov · Sovětský svaz (URS)                                                                         | Sawao Kató · Japonsko (JPN) | Micuo Cukahara · Japonsko (JPN) |
| Prostná               | Nikolaj Andrianov · Sovětský svaz (URS)                                                                         | Vladimir Marčenko · Sovětský svaz (URS)                                                                                                  | Peter Kormann · Spojené státy americké (USA)                                                                                          |
| Kůň našíř             | Zoltán Magyar · Maďarsko (HUN)                                                                                  | Eizó Kenmocu · Japonsko (JPN) | Nikolaj Andrianov · Sovětský svaz (URS)                                                                                               |
| Kůň našíř             | Zoltán Magyar · Maďarsko (HUN)                                                                                  | Eizó Kenmocu · Japonsko (JPN) | Michael Nikolay · Německá demokratická republika (GDR)                                                                                |
| Kruhy                 | Nikolaj Andrianov · Sovětský svaz (URS)                                                                         | Alexandr Diťatin · Sovětský svaz (URS)                                                                                                   | Danuţ Grecu · Rumunsko (ROU) |
| Přeskok               | Nikolaj Andrianov · Sovětský svaz (URS)                                                                         | Micuo Cukahara · Japonsko (JPN) | Hiroši Kadžijama · Japonsko (JPN) |
| Bradla                | Sawao Kató · Japonsko (JPN)                                                                                     | Nikolaj Andrianov · Sovětský svaz (URS)                                                                                                  | Micuo Cukahara · Japonsko (JPN) |
| Hrazda                | Micuo Cukahara · Japonsko (JPN)                                                                                 | Eizó Kenmocu · Japonsko (JPN) | Eberhard Gienger · Západní Německo (FRG)                                                                                              |
| Hrazda                | Micuo Cukahara · Japonsko (JPN)                                                                                 | Eizó Kenmocu · Japonsko (JPN) | Henri Boerio · Francie (FRA) |

### Ženy
| Soutěž                | Zlato | Stříbro | Bronz |
| --------------------- | --- | --- | --- |
| Víceboj – družstva    | Sovětský svaz (URS) · Marija Filatovová · Světlana Grozdovová · Nelli Kimová · Olga Korbutová · Elvira Saadiová · Ljudmila Turiščevová | Rumunsko (ROM) · Nadia Comaneciová · Mariana Constantinová · Georgeta Gaborová · Anca Grigorașová · Gabriela Trușcăová · Teodora Ungureanuová | Německá demokratická republika (GDR) · Carola Dombecková · Gitta Escherová · Kerstin Gerschauová · Angelika Hellmannová · Marion Kischeová · Steffi Krakerová |
| Víceboj – jednotlivci | Nadia Comaneciová · Rumunsko (ROM) | Nelli Kimová · Sovětský svaz (URS) | Ljudmila Turiščevová · Sovětský svaz (URS) |
| Přeskok               | Nelli Kimová · Sovětský svaz (URS) | Ljudmila Turiščevová · Sovětský svaz (URS) · Carola Dombecková · Německá demokratická republika (GDR)                                         | neudělena |
| Bradla                | Nadia Comaneciová · Rumunsko (ROM) | Teodora Ungureanuová · Rumunsko (ROM) | Márta Egerváriová · Maďarsko (HUN) |
| Kladina               | Nadia Comaneciová · Rumunsko (ROM) | Olga Korbutová · Sovětský svaz (URS) | Teodora Ungureanuová · Rumunsko (ROM) |
| Prostná               | Nelli Kimová · Sovětský svaz (URS) | Ljudmila Turiščevová · Sovětský svaz (URS) | Nadia Comaneciová · Rumunsko (ROM) |

## Přehled medailí
| Pořadí | Země                           | Zlato | Stříbro | Bronz | Celkově |
| ------ | ------------------------------ | ----- | ------- | ----- | ------- |
| 1.     | Sovětský svaz                  | 7     | 8       | 2     | 17      |
| 2.     | Japonsko                       | 3     | 4       | 3     | 10      |
| 3.     | Rumunsko                       | 3     | 2       | 3     | 8       |
| 4.     | Maďarsko                       | 1     | 0       | 1     | 2       |
| 5.     | Německá demokratická republika | 0     | 1       | 3     | 4       |
| 6.     | Francie                        | 0     | 0       | 1     | 1       |
| 6.     | Západní Německo                | 0     | 0       | 1     | 1       |
| 6.     | Spojené státy americké         | 0     | 0       | 1     | 1       |
| Celkem | Celkem                         | 14    | 15      | 15    | 44      |